# Anton Josef Storch-Alberti
Anton Josef Storch-Alberti (* 8. November 1892 in Verona, Italien; † 11. Juni 1978 in Wien) war ein österreichischer Maler.

## Leben
Storch-Alberti studierte von 1910 bis 1917 an der Wiener Akademie bei Joseph Jungwirth und Kasimir Pochwalski. Anschließend unternahm er Studienreisen durch ganz Europa und bereiste insgesamt 18 Länder und begann seit 1914 als Mitglied des Hagenbundes, seine Werke auszustellen. Ausstellungen seiner Werke fanden außerdem unter anderen im Wiener Künstlerhaus, in der Secession, in Bozen, Trient und Venedig statt. 

Storch-Alberti begann seine künstlerische Laufbahn als impressionistischer Maler, später wurden seine Bilder expressiver. Neben der Landschaft war die Darstellung des Hochgebirges ein bevorzugtes Thema in seinen Werken. In der Ausstellung „Zermatt und seine Berge“ zeigte er 1930 bei der Kunstgemeinschaft im Wiener Burggarten 60 Bergbilder. Im Jahr 1954 wurden in der Österreichischen Staatsdruckerei unter dem Thema „Quer durch Europa“ etwa 200 Werke aus den von ihm bereisten europäischen Ländern ausgestellt. Figürliche Darstellungen malte er seltener, jedoch porträtierte er auch berühmte Persönlichkeiten wie u. a. Fritz Kortner oder Vilma Degischer. Die Wiener Zeitung schrieb über ihn: 
„Es ist die Quintessenz von unermüdlichen Wanderfahrten kreuz und quer durch alle Länder. Wahre Kunst kann mehr als sprechen, sie kann fesseln und überzeugen.“ 
Seine Werke befinden sich u. a. im Wien Museum, dem Wiener Diözesanmuseum, dem Niederösterreichischen Landesmuseum, dem Landesmuseum Klagenfurt, dem Heimatmuseum Bozen, dem Wachaumuseum Weißenkirchen und dem Heimatmuseum Deutsch-Wagram.

## Auszeichnungen
- 1911: Ehrenplakette des Wiener Künstlerhauses
- 1914: Große Goldene Fügermedaille für Landschaftsmalerei
- 1916: Rosenbaum-Preis
- 1917: Meisterschulpreis
- 1918: Rompreis

## Ausstellungen (Auswahl)
- 1914–1918: Künstlerhaus Wien
- 1919/20: Secession, Wien
- 1922: Ausstellung Heimischer Künstler, Bozen
- 1930: „Zermatt und seine Berge“, Kunstgemeinschaft Hofgarten, Wien
- 1932: Zürich
- 1933: Raab
- 1934: Crikvenica
- 1935: „Die skandinavische Landschaft“, Visby, Insel Gotland
- 1932: „Die Schweizer Landschaft“, Zürich
- 1937; Flims
- 1942: Große Deutsche Kunstausstellung, München (mit dem Ölgemälde „Der Wolfgangsee“)[5]
- 1954: Personale, Österreichische Staatsdruckerei, Wien
- 2010: Personale, Kunsthandel Hieke, Wien[2]